# Orhan Kemal
Orhan Kemal (Adana - Turquia, 1914 – Sófia - Bulgária, 1970). Autor e político turco. De verdadeiro nome Mehmet Raşit Öğütçü, Kemal abandonou o estudo médio e se lançou à vida. Viveu por um tempo com seu pai na Síria e no Líbano como exilado. Voltou para Adana em 1932, com 18 anos. Trabalhou como tecelão e secretário numa fábrica de tecelagem. Perto de acabar o serviço militar, foi condenado a cinco anos de prisão por ser acusado de infringir o parágrafo 94 do Código Penal turco. Ele cumpriu pena em diversas prisões. Nesta época ele conheceu Nâzım Hikmet e esta amizade virou um ponto de referência na sua vida. Nâzım Hikmet, tendo descoberto nele um talento de escritor, o levou a escrever contos. Sua obra relata as condições de vida e as dificuldades das classes populares na Turquia.

## Principais obras
Casa Paterna (Babaevi)
Anos Preguiçosos (Avare Yıllar)
Briga do Pão (Ekmek Kavgası)
Três Grandes Anos com Nâzım Hikmet (Nazım Hikmet’le Üç buçuk Yıl)